# Dorcus alexisi
Dorcus alexisi là một loài bọ cánh cứng trong họ Lucanidae. Loài này được Muret & Drumont mô tả khoa học năm 1999.